# Johanna Juliana Friederike Bacciarelli

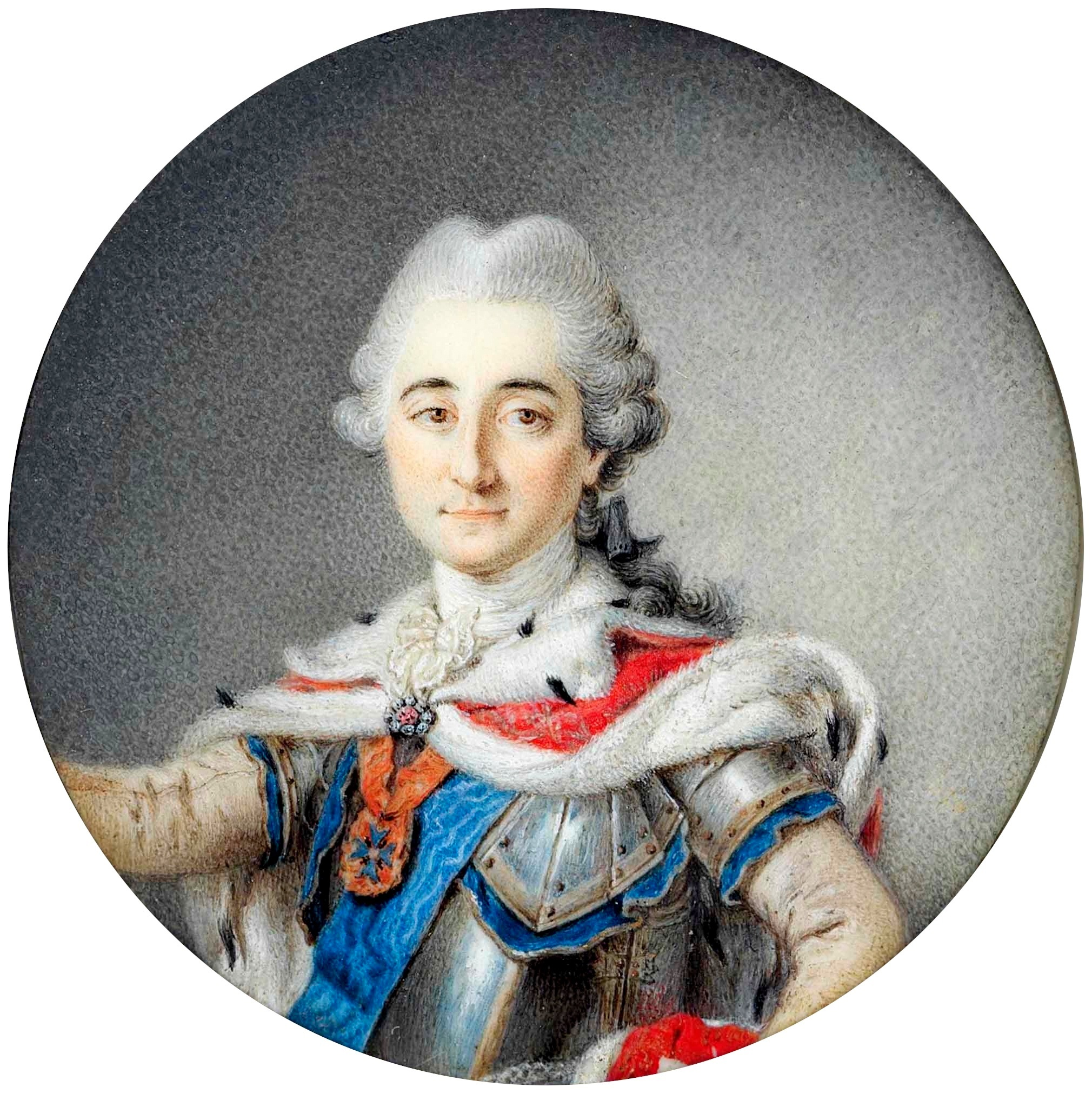
Stanislaus II. August Poniatowski, 1765–1770

Johanna Juliana Friederike Bacciarelli (polnisch Fryderyka Bacciarelli, geborene Richter; * 21. Mai 1733 in Dresden, Sachsen; † 1809, 1811 oder 1812 in Warschau, Herzogtum Warschau) war eine polnische Miniatur-Malerin des Klassizismus sächsischer Abstammung. Sie war mit dem Hof der polnisch-litauischen Könige August III. und Stanislaus II. August Poniatowski verbunden. Ihr Ehemann war der italienische Maler Marcello Bacciarelli. Ihre Töchter, Anna Bacciarelli und Manon Bacciarelli waren ebenfalls Malerinnen.

## Leben
Bacciarelli entstammte einer Dresdner Künstlerfamilie. Ab 1753 arbeitete sie für den Dresdner Hof von August III. Dort lernte sie Marcello Bacciarelli kennen, den sie 1755 heiratete und mit dem sie 1756 nach Warschau ging. 1759 wurde sie offiziell Hofmalerin von August III. Nach dem Tod ihres Mäzens ging sie mit der Magnatin Elżbieta Grabowska 1764 nach Wien, um 1766 mit ihrem Mann an den Warschauer Königshof zurückzukehren. Sie fertigte vor allem Miniaturen auf Elfenbein und Porträts an. Zu ihren Schülern gehörten neben ihren Töchtern auch Wincenty de Lesseur, Józef Kosiński, Franciszek Ksawery Olexiński und Stanisław Marszałkiewicz. Sie starb während der Zeit des Herzogtums Warschau 1809, 1811 oder 1812. Ihre Werke befinden sich im Nationalmuseum Warschau und im Museum der Fürsten Lubomirski in Breslau.